# División de Honor Plata de balonmano 2020-21
La División de Honor Plata de balonmano 2020-21 es la 27ª edición de la División de Honor Plata de balonmano, la segunda división del balonmano español.

## Clubes
| Club                          | Ciudad              | Pabellón                                     |
| ----------------------------- | ------------------- | -------------------------------------------- |
| FC Barcelona B                | Barcelona           | Ciudad Deportiva Joan Gamper                 |
| Sant Martí Adrianenc          | San Adrián de Besós | Complex Esportiu La Verneda                  |
| Disiclín Balonmán Lalín       | Lalín               | Pabellón Lalín Arena                         |
| San Pablo BM. Burgos          | Burgos              | Polideportivo Municipal El Plantío           |
| Acanor Atlético Novas         | El Rosal            | Pabellón Municipal de O Rosal                |
| UD Ibiza                      | Ibiza               | Polideportivo Insular de Blancadona          |
| Condes de Albarei Teucro      | Pontevedra          | Pabellón Municipal de Deportes de Pontevedra |
| UE Sarriá                     | Sarriá de Ter       | Pavelló UE Sarrià                            |
| Horneo Sporting Alicante      | Alicante            | Pabellón Municipal Pitiu Rochel              |
| CB Bordils                    | Bordils             | Pavelló Blanc i Verd                         |
| BM Alcobendas                 | Alcobendas          | Pabellón de los Sueños                       |
| Balonmano Alarcos Ciudad Real | Ciudad Real         | Pabellón Municipal Quijote Arena             |
| Cajasur CB Córdoba            | Córdoba             | Pabellón Municipal de Vista Alegre           |
| BM Los Dólmenes Antequera     | Antequera           | Polideportivo Municipal Fernando Argüelles   |
| Amenabar Zarautz              | Zarauz              | Polideportivo Municipal de Zarautz           |
| BM Zamora Rutas del Vino      | Zamora              | Pabellón Polideportivo Ángel Nieto           |
| Bathco BM Torrelavega         | Torrelavega         | Pabellón Vicente Trueba                      |
| BM Ciudad de Málaga           | Málaga              | Pabellón Colegio Los Olivos                  |
| Ikasa BM Madrid Boadilla      | Madrid              | Polideportivo Rey Felipe VI                  |
| BM Trapagarán                 | Valle de Trápaga    | Polideportivo Municipal de Trapagarán        |

## Clasificación

### Grupo A
|                                                                     | Equipo                        | Puntos | J  | G  | E | P  | GF  | GC  | DG  |
| ------------------------------------------------------------------- | ----------------------------- | ------ | -- | -- | - | -- | --- | --- | --- |
| 1                                                                   | Barça B                       | 31     | 18 | 15 | 1 | 2  | 617 | 502 | 115 |
| 2                                                                   | UBU San Pablo Burgos          | 27     | 18 | 13 | 1 | 4  | 562 | 500 | 62  |
| 3                                                                   | Acanor Novás Valinox          | 27     | 18 | 12 | 3 | 3  | 520 | 467 | 53  |
| 4                                                                   | UD Ibiza Handbol Club Eivissa | 21     | 18 | 10 | 1 | 7  | 489 | 487 | 2   |
| 5                                                                   | Horneo Sporting Alicante      | 16     | 18 | 6  | 4 | 8  | 487 | 508 | -21 |
| 6                                                                   | Disiclín Balonmán Lalín       | 14     | 18 | 6  | 2 | 10 | 505 | 526 | -21 |
| 7                                                                   | Unió Esportiva Sarrià         | 14     | 18 | 6  | 2 | 10 | 477 | 523 | -46 |
| 8                                                                   | SD Teucro                     | 13     | 18 | 4  | 5 | 9  | 490 | 541 | -51 |
| 9                                                                   | Sant Martí Adrianenc          | 10     | 18 | 4  | 2 | 12 | 490 | 532 | -42 |
| 10                                                                  | Club Handbol Bordils          | 7      | 18 | 1  | 5 | 12 | 464 | 515 | -51 |
| Fuente: Federación Española de Balonmano (actualización automática) |                               |        |    |    |   |    |     |     |     |

### Grupo B
|                                                                     | Equipo                               | Puntos | J  | G  | E | P  | GF  | GC  | DG   |
| ------------------------------------------------------------------- | ------------------------------------ | ------ | -- | -- | - | -- | --- | --- | ---- |
| 1                                                                   | Bathco BM Torrelavega                | 32     | 18 | 15 | 2 | 1  | 534 | 436 | 98   |
| 2                                                                   | BM Iberoquinoa Antequera             | 26     | 18 | 11 | 4 | 3  | 460 | 424 | 36   |
| 3                                                                   | Cajasur Córdoba BM                   | 23     | 18 | 10 | 3 | 5  | 444 | 433 | 11   |
| 4                                                                   | Vestas Balonmano Alarcos Ciudad Real | 23     | 18 | 11 | 1 | 6  | 481 | 440 | 41   |
| 5                                                                   | BM Alcobendas                        | 22     | 18 | 10 | 2 | 6  | 495 | 466 | 29   |
| 6                                                                   | Trops Málaga                         | 18     | 18 | 6  | 6 | 6  | 401 | 411 | -10  |
| 7                                                                   | Amenabar Zarautz ZKE                 | 15     | 18 | 6  | 3 | 9  | 440 | 421 | 19   |
| 8                                                                   | BM Zamora Rutas del Vino             | 11     | 18 | 4  | 3 | 11 | 448 | 484 | -36  |
| 9                                                                   | Ikasa Balonmano Madrid Boadilla      | 9      | 18 | 3  | 3 | 12 | 440 | 494 | -54  |
| 10                                                                  | Trapagarán                           | 1      | 18 | 0  | 1 | 17 | 411 | 545 | -134 |
| Fuente: Federación Española de Balonmano (actualización automática) |                                      |        |    |    |   |    |     |     |      |